# Niklas Waßmann

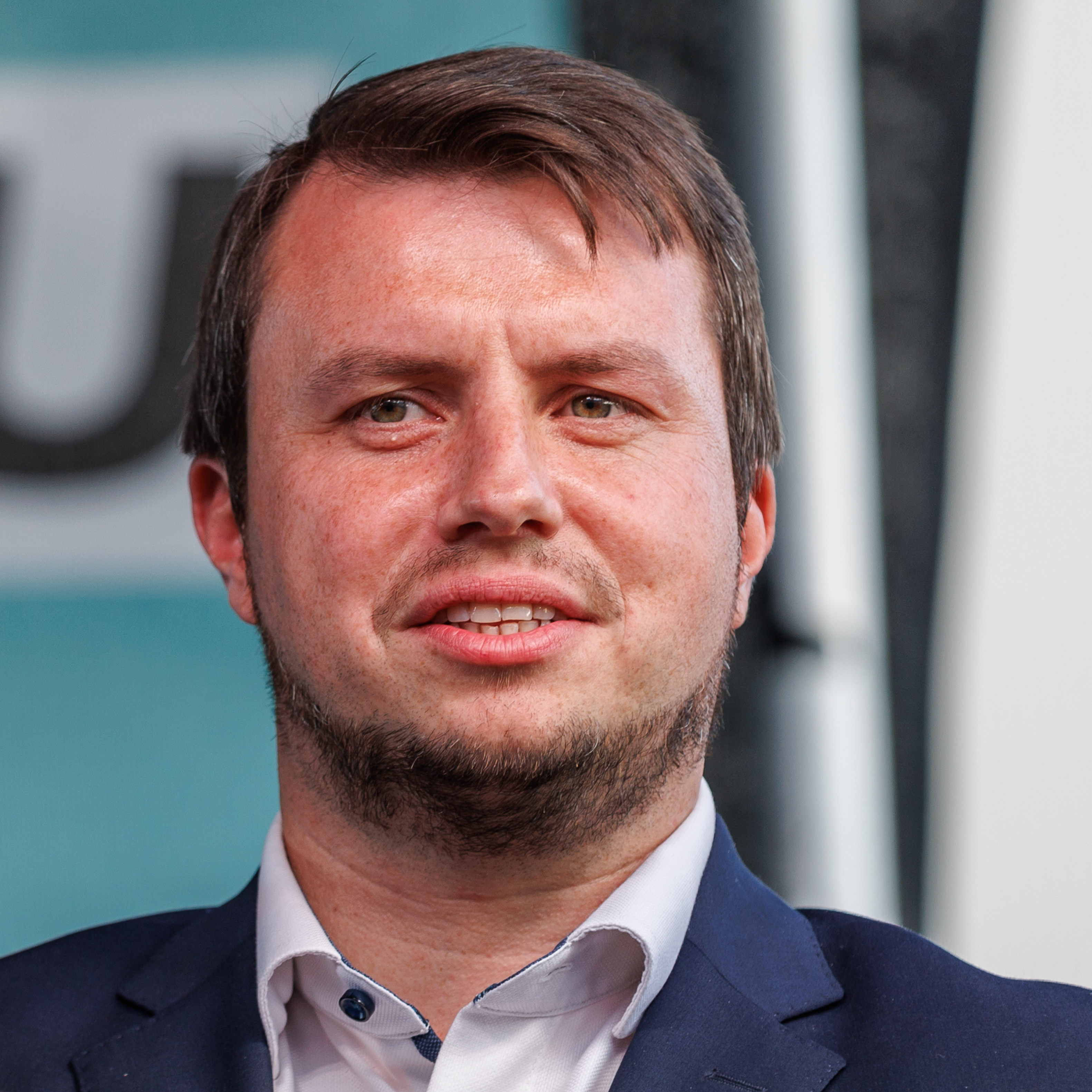
Niklas Waßmann (2024)

Niklas Waßmann (* 1985 in Eschwege) ist ein deutscher Politiker (CDU). Er ist seit 2024 Mitglied des Thüringer Landtags und Generalsekretär der CDU Thüringen.

## Leben
Niklas Waßmann erwarb an der Universität Bayreuth einen Abschluss in Philosophie und Wirtschaft. Er war vor dem Einzug in den Thüringer Landtag als Abteilungsleiter für Berufliche Bildung bei der Handwerkskammer Erfurt tätig.
Waßmann wohnt in Erfurt, ist verheiratet und hat ein Kind. Er ist evangelischer Konfession.
Zur Landtagswahl 2019 kandidierte Waßmann erstmals für den Thüringer Landtag. Bei der folgenden  Landtagswahl im September 2024 gelang ihm der Einzug, als er im Wahlkreis Erfurt II das Direktmandat mit 33,7 % der Erststimmen gewann. Zudem ist er seit 2019 Mitglied des Erfurter Stadtrates.
Am 14. Dezember 2024 wurde er zum Generalsekretär der CDU Thüringen gewählt.